# صرمان، لیبی
صرمان (به عربی: صرمان) شهری در استان زاویه واقع در کشور لیبی است که جمعیت آن در سال ۲۰۱۰ میلادی ۱۰٫۹۲۴ نفر بوده‌است.